# Puchar Australii i Nowej Zelandii w narciarstwie alpejskim 2012
Sezon 2012 Pucharu Australii i Oceanii w narciarstwie alpejskim rozpoczął się 2 sierpnia w australijskim Mount Buller. Ostatnie zawody z tego cyklu zostały rozegrane między 7 a 11 września 2012 roku w nowozelandzkim Mount Hutt. Zaplanowano 12 zawodów dla kobiet i mężczyzn.

## Puchar Australii i Oceanii w narciarstwie alpejskim kobiet
Wśród kobiet Puchar Australii i Oceanii z sezonu 2011 tytuł obroniła Australijka Greta Small.
W poszczególnych klasyfikacjach tryumfowały: 
- slalom:  Rikke Gasmann-Brott
- gigant:  Greta Small

## Puchar Australii i Oceanii w narciarstwie alpejskim mężczyzn
Wśród mężczyzn Puchar Australii i Oceanii wygrał Słowak Adam Zampa.
W poszczególnych klasyfikacjach tryumfowali:
- slalom:  Adam Zampa
- gigant:  Cameron Smith